# كتك (لامرد)
كتك (بالفارسية: کتک) هي منطقة سكنية في محافظة فارس إيران التابعة لبلدة أشكنان مقاطعة لامرد.

## السكان
تقع هذه القرية في قسم خيركو وحسب احصاءات سنة 2006 كان عدد سكانها 172 نمسة يعيشون في 35 مسكن.